# آيت حدو آيت خالد (مجمع الطلبة)
آيت حدو آيت خالد هي إحدى مشيخات المملكة المغربية، تتبع جغرافيا لإقليم الخميسات وإداريًا لمجمع الطلبة. يقدر عدد سكانها بـ 4571 نسمة حسب الإحصاء الرسمي للسكان والسكنى لسنة 2004.